# Scuola di San Lodovico
La Scuola di San Lodovico abritait une école de dévotion et de charité de Venise. Elle est située campo S. Alvise, 3204 en Contrada Sant'Alvise dans le sestiere de Cannaregio.

## Historique
La Confraternita de Sant'Alvise a construit en 1402 ce siège de sa schola au Campo Sant'Alvise, à côté de l'église Sant'Alvise. Le bâtiment fut restauré en 1608, ce que rappelle l'inscription sur l'architrave du portail tympané.

## Description
A l'intérieur, au rez-de-chaussée il y avait un retable de San Luigi en habit épiscopal et un portrait du Tintoret et le long des murs huit tableaux peints en 1508 par Marco Veglia. A l'étage, un panneau de San Luigi  réalisé par l'école de Marco Vecellio (en). Sur le portail latéral de l'église est gravé sur la face interne des jambages de marbre le monogramme de la Confrérie, composé des initiales S A, surmontées de la couronne royale. Deux petites images de saint Alvise, sculptées en relief, figurent sur les côtés de la porte située entre l'école et l'église.
Déjà abandonnée en 1781, la Confrérie est supprimée à la suite des édits napoléoniens de 1806. Le bâtiment de la schola est alors transformé en dépôt de bois puis annexé à l'oratoire.